# Mbeeli ya phoko
Das Mbeeli ya phoko ist ein afrikanisches Schwert. Afrikanische Schwerter wurden in verschiedenen Ländern und von verschiedenen Ethnien Afrikas als Kriegs-, Jagd-, Kultur- und Standeswaffe entwickelt und genutzt.

## Beschreibung
Das  Mbeeli ya phoko hat eine gerade, zweischneidige Klinge. Die Klinge läuft vom Heft an breiter zur Spitze hin zu und hat einen Mittelgrat. Die Spitze (Ort) ist rautenförmig. Das Heft hat eine kurze Parierstange aus Eisen. Es besteht aus Holz und ist stellenweise mit Metalldraht umwickelt. Der Knauf ist aus Holz und auch mit Draht umwickelt.

## Verbreitung
Das Mbeeli ya phoko wird von Stämmen der Kwango-Kasai-Gruppe in der Zentralafrikanischen Republik und der Demokratischen Republik Kongo hergestellt, insbesondere von den Ethnien der Pende und der Yaka.